# Keraymonia
Keraymonia är ett släkte i familjen flockblommiga växter. Det beskrevs av Michel A. Farille 1985.

## Arter
Släktet omfattar fyra arter i Himalaya och Tibet:
- Keraymonia cortiformis Cauwet & S.B.Malla
- Keraymonia nipaulensis Cauwet & Farille
- Keraymonia pinnatifolia M.F.Watson
- Keraymonia triradiata Cauwet & Farille